# Yohnny Bailón
Yohnny Bailón (* Portoviejo, Ecuador, 23 de enero de 1992) es un exfutbolista ecuatoriano.

## Clubes
| Club                | País    | Año   |
| ------------------- | ------- | ----- |
| Deportivo Colón     | Ecuador |       |
| LDU de Portoviejo   | Ecuador | 2011  |
| Emelec              | Ecuador | 2012  |
| Atlético Portoviejo | Ecuador | 2013  |
| 5 de Julio          | Ecuador | 2014  |
| LDU de Portoviejo   | Ecuador | 2015  |
| 5 de Julio          | Ecuador | 2016  |
| Colón Fútbol Club   | Ecuador | 2016- |